# Basilika St. Fidelis

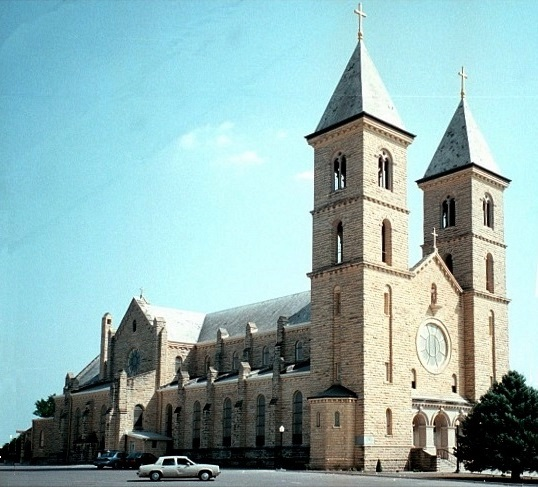
St. Fidelis

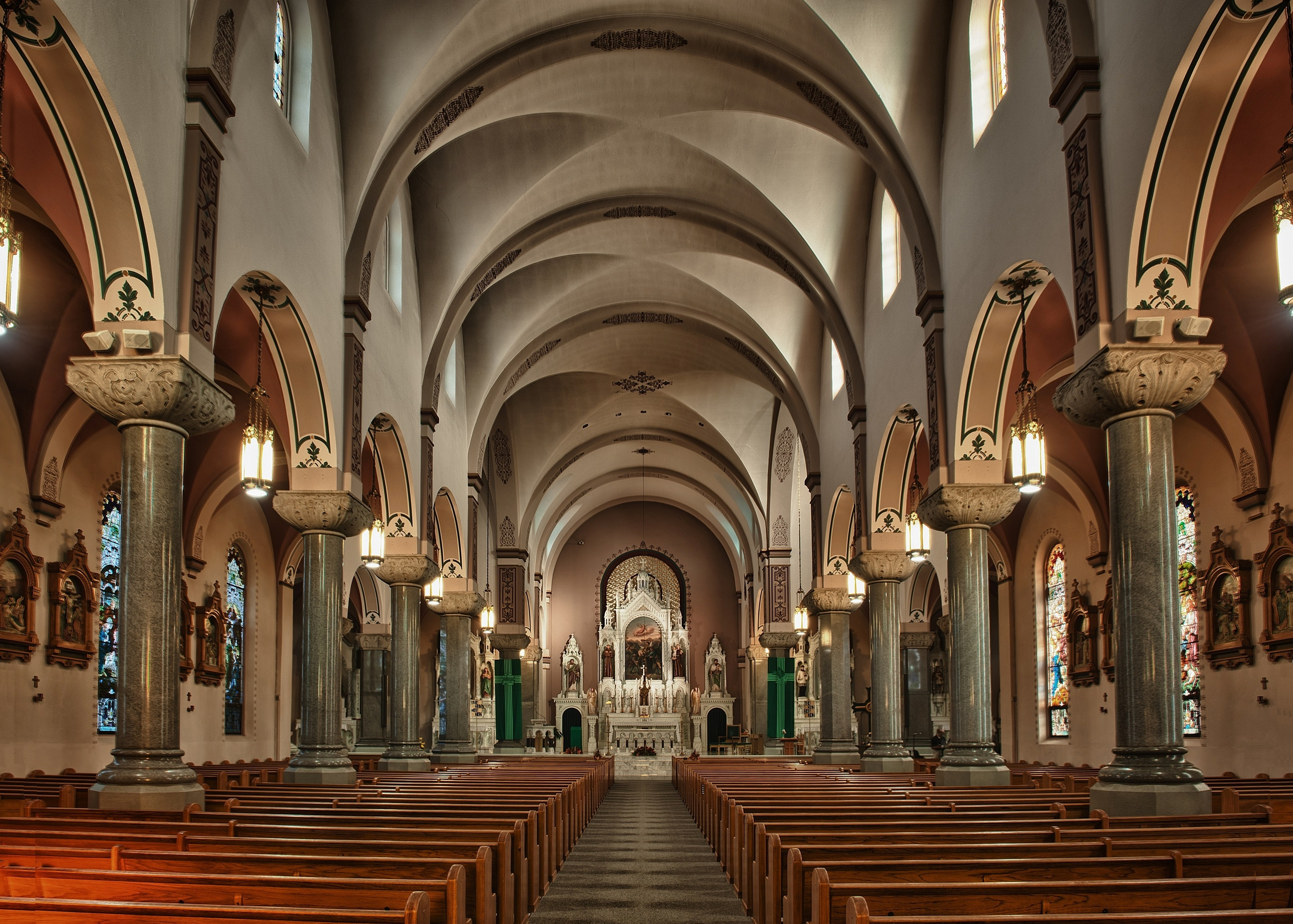
Innenraum

Die Basilika St. Fidelis, häufig als Kathedrale der Plains bezeichnet, ist eine neuromanische römisch-katholische Pfarrkirche in der US-amerikanischen Ortschaft Victoria im Bundesstaat Kansas. Sie erhielt im Jahr 2014 den Status einer Basilica minor und wird daher manchmal auch als Basilika der Plains bezeichnet.

## Geschichte
Die Kirche wurde in den Jahren 1908 bis 1911 von katholischen Deutschamerikanern und Russlanddeutschen erbaut und erhielt das Patrozinium des hl. Fidelis von Sigmaringen. Ihre farbigen Fenster haben daher deutschsprachige Inschriften, die auf verschiedene Spender hinweisen. Gemäß der Geschichtsschreibung der Kirche wurde zum Zeitpunkt ihres Entstehens jedes Gemeindemitglied ab einem Alter von zwölf Jahren gebeten, jährlich 45 US-Dollar und sechs Wagenladungen Steine zu geben, um den Bau zu unterstützen. Den Spitznamen Kathedrale der Plains gab ihr der damalige Präsidentschaftskandidat William Jennings Bryan nach einem Besuch Victorias im Jahr 1912. Die 48 historischen Farbglas-Fenster wurden 1916 von den Chicagoer Munich Studios eingebaut zu einem Preis von 3.700 US-Dollar und werden heute auf einen Wert von mehr als einer Million US-Dollar geschätzt. Im Jahr 1971 wurde die Kirche ins National Register of Historic Places der USA aufgenommen.
Im Jahr 1994 begann eine Serie von Restaurierungsarbeiten an der Kirche. Mehr als 265.000 US-Dollar wurden gespendet, um den Außenbereich wetterfest zu machen, den Innenbereich zu verschönern und die Klang-, Strom- und Heizsysteme auf den neuesten Stand zu bringen. Ein Marmorboden wurde für 60.000 US-Dollar in den Altarbereich eingebaut, der die alten Teppich- und Linoleumböden ersetzte. Das Dach erhielt im Jahr 2006 neue Schindeln im Wert von 137.000 US-Dollar. Im Jahr 2011 wurden die Parkplätze und Gehwege im Nahbereich der Kirche zum Preis von 225.000 US-Dollar verlegt. 70.000 US-Dollar flossen in die Reparatur der Stuckdecken und -wände, die im Laufe der Zeit gebrochen waren. Ein Plastiküberzug wurde Mitte der 1980er Jahre installiert, um jedes farbige Fenster vor den in Kansas häufigen Stürmen zu schützen. Die Fenster wurden im Laufe der Zeit unklar und deshalb im Jahr 2013 durch gehärtetes Glas ersetzt.
Nach Genehmigung durch den Vatikan im frühen März 2014 erhob Bischof Edward Weisenburger von der Diözese Salina am 7. Juni 2014 die Kirche St. Fidelis zu einer Basilica minor.